# ريل أفغان كابل
ريل أفغان كابل (بالإنجليزية: Real Afghan Kabul)، هو نادي رياضي لكرة القدم في العاصمة الأفغانية كابل، تأسس سنة 2003م بعد الغزو الأمريكي لأفغانستان سنة 2001م، ويلعب النادي في الدوري الأفغاني لكرة القدم.

## وصلة خارجية
- الموقع الرسمي نسخة محفوظة 3 مارس 2016 على موقع واي باك مشين.